# نيفوليه-مونغريفون (آن)
نيفوليه-مونغريفون (بالفرنسية: Nivollet-Montgriffon)‏ هي بلدية فرنسية تقع في إقليم الآن في فرنسا. رمز إنسي لها هو:1277. أما الرمز البريدي لها فهو: 1230.